# Domenico Piola

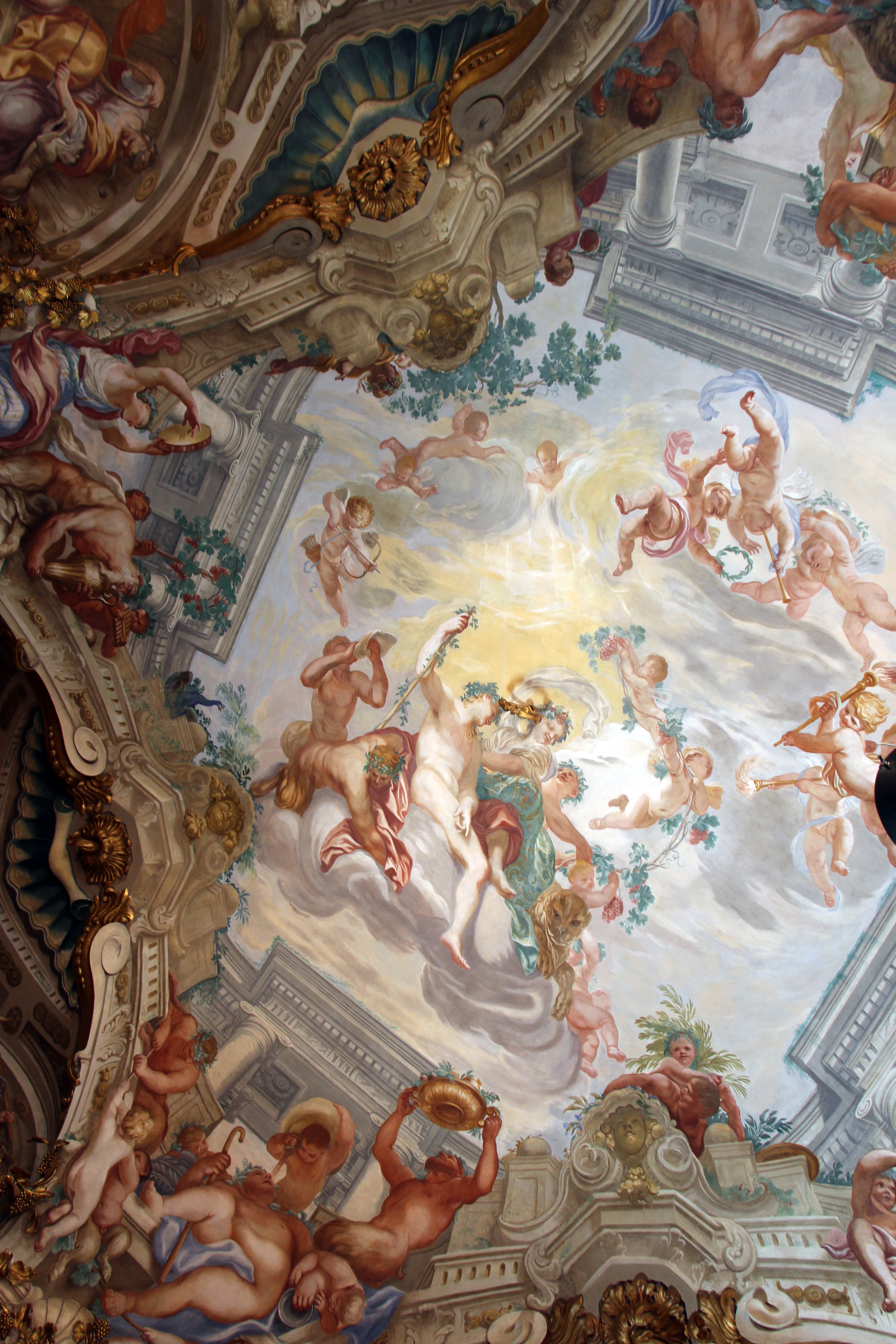
Volta della Sala dell'Autunno, Genova, Palazzo Rosso

Domenico Piola (Genova, 1627 – Genova, 8 aprile 1703) è stato un pittore italiano, tra i principali esponenti del barocco genovese.

## Biografia
Figlio del mercante tessile Paolo Battista, Domenico era fratello dei pittori Pellegro (1617 - 1640) e Giovanni Andrea. Suoi zii paterni erano Giovanni Gregorio e Pier Francesco, anch'essi pittori.
Inizialmente fu apprendista nella bottega del fratello Pellegro, e alla morte di quest'ultimo si trasferì nella bottega di Giovanni Domenico Cappellino. Nel 1643 fu a Roma, probabilmente per studiare i maestri del passato.

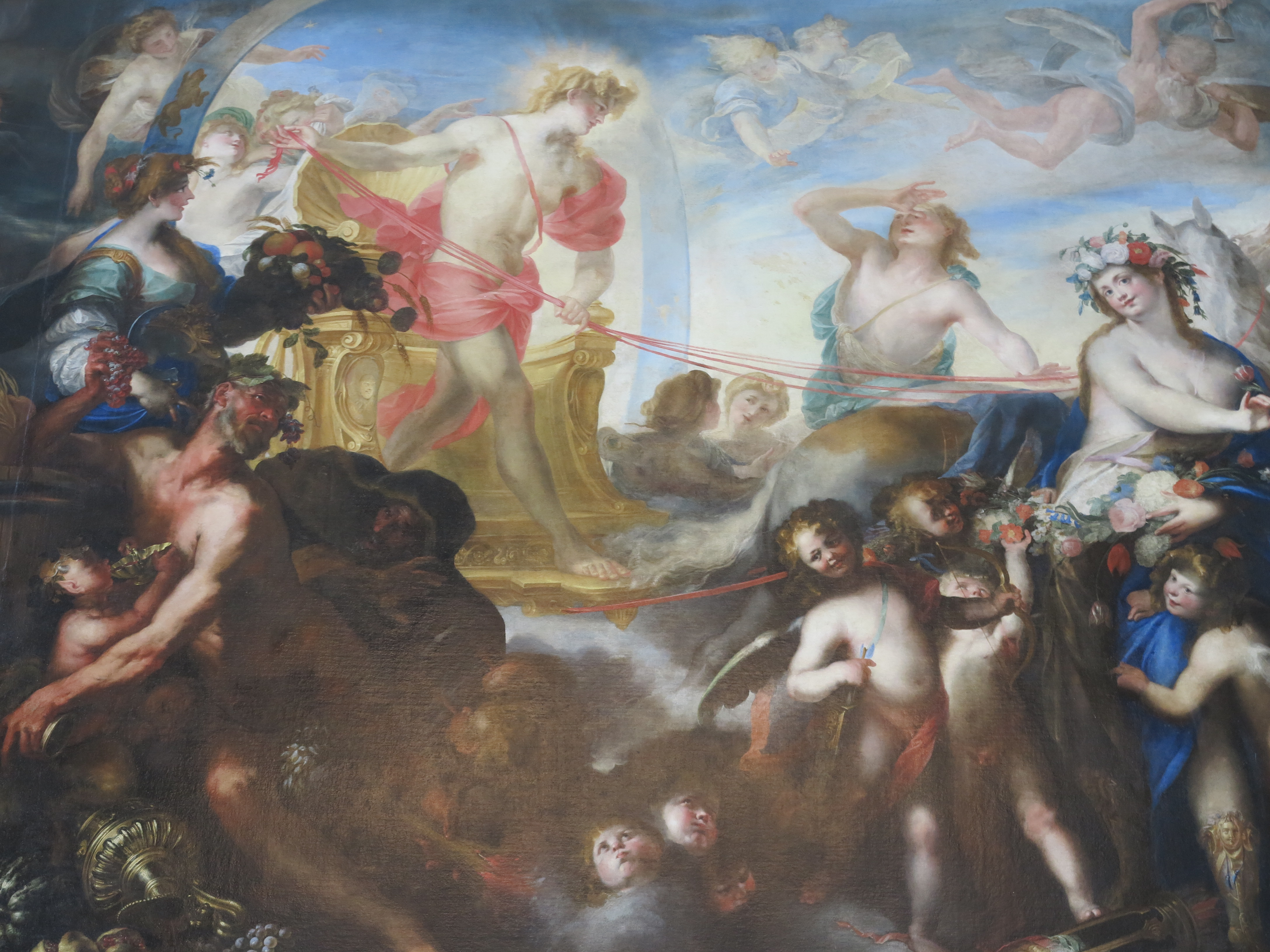
Carro del Sole, Genova, Palazzo Rosso

Strinse amicizia con il maggiore artista genovese dell'epoca, Valerio Castello, del quale sarebbe divenuto successore nel campo delle grandi imprese decorative a Genova. Fra le sue prime importanti commissioni vi furono: nel 1647 il Martirio e gloria di san Giacomo per l’oratorio di San Giacomo della Marina a Genova, l'Ultima Cena (Albenga, Museo diocesano) e il celebre Carro del Sole (Genova, Musei di strada Nuova, Palazzo Rosso), dove è evidente l'ispirazione all'emiliano Giulio Cesare Procaccini.
Agli anni cinquanta del Seicento risalgono la decorazione della cappella del Crocifisso nella chiesa di San Domenico, la Natività per la chiesa di San Francesco a Recco, la Madonna e san Simone Stock della chiesa di Nostra Signora del Carmine a Genova dipinta in occasione della peste del 1657. Come frescante realizzò nella volta della chiesa di Santa Marta l'Adorazione dei pastori e nella villa di Giovanni Battista Balbi allo Zerbino, i soffitti di quattro salotti a tema mitologico. 
Sposatosi con Maddalena Virzi, ebbe da lei 8 figli, Anton Maria, Paolo Gerolamo, Giovanni Battista, che seguirono le orme paterne, Andrea, divenuto religioso, e altre tre figlie, di cui Margherita sposò il pittore Gregorio De Ferrari, e un'altra una sposò lo scultore Anton Domenico Parodi.
Impegnato con Valerio Castello nella vasta decorazione delle sale di palazzo Balbi Senarega, all'improvvisa morte di quest'ultimo (1659) ne ereditò i cantieri, divenendo titolare della più affermata botega pittorica a Genova e il maggior interprete delle grandi imprese decorative genovesi della seconda metà del XVII secolo; i Doria, gli Spinola, i Balbi e tutte le importanti famiglie della città si rivolgevano alla sua bottega per ornare i loro palazzi con le storie di eroi classici, di imperatori antichi, e allegorie mistiche per celebrare le virtù dei committenti, e per le maggiori commissioni religiose delle chiese e dei conventi della città. In collaborazione con Paolo Brozzi, quadraturista bolognese affrescatore esperto nella realizzazione di finte architetture, con cui aveva già collaborato nella Sala di Apollo per Francesco Maria Balbi, decorò il salone principale del Palazzo di Pantaleo Spinola con  L'offerta a Giove delle chiavi del tempio di Giano, e nel 1666, iniziò la decorazione della Chiesa dei Santi Gerolamo e Francesco Saverio del collegio dei Gesuiti a Genova. Per il principe Giovanni Andrea Doria eseguì tre dipinti raffiguranti l'Allegoria per il matrimonio Doria-Pamphilj (Genova, palazzo del Principe), per i protettori del Banco di San Giorgio la pala con la Madonna Regina di Genova con Gesù Bambino e san Giorgio per il banco stesso. 
Nel 1672 tenne a battesimo il figlio dello scultore Filippo Parodi, Domenico, con i quali avrebbe in seguito collaborato per numerose opere scultoree e pittoriche. Il suo laboratorio, detta "Casa Piola", in salita San Leonardo, divenne la bottega artistica più importante della città. 

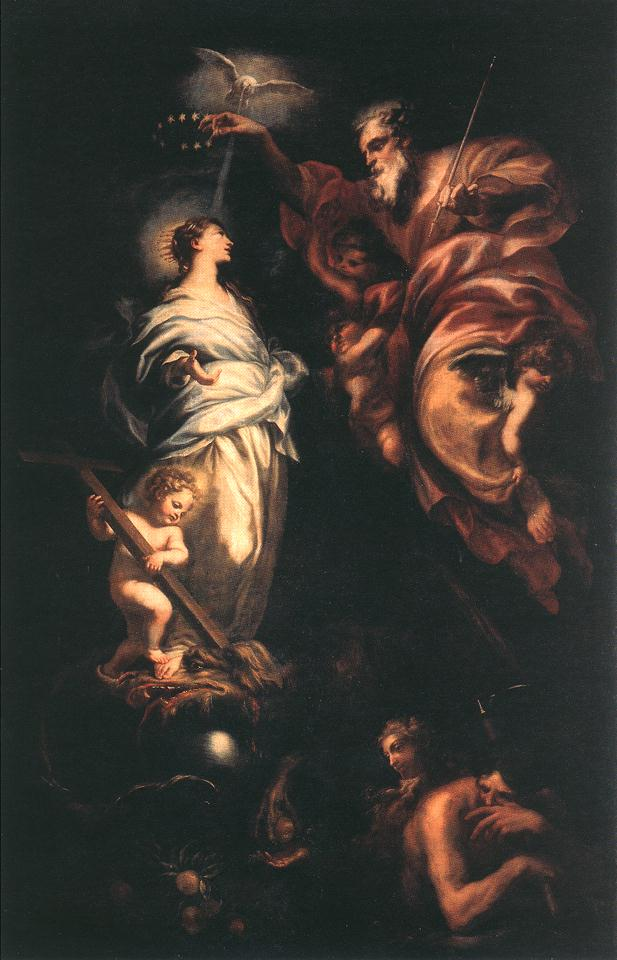
Immacolata concezione, Basilica dell'Annunciata del Vastato

Numerosi furono i frontespizi di opere prestigiose da lui disegnati per l'incisione: il testo di Soprani, La vite de’ pittori, scoltori et architetti genovesi, l’Historia dell’augusta città di Torino di Tesauro, la Vita mirabile o sia varietà de successi spirituali osservate nella vita della B. Caterina, ecc.
Per Giovanni Francesco Brignole-Sale è autore della decorazione delle volte delle sale del piano nobile di Palazzo Rosso con Gregorio de Ferrari: sono di sua mano i salotti dell'Autunno e dell'Inverno. Nel Palazzo di Gio Battista Centurione dipinge l’affresco con Bacco e Arianna.
Nel 1690 è autore della decorazione a fresco che ricopre interamente l'interno della Chiesa di san Luca, parrocchia gentilizia delle famiglie Spinola e Grimaldi, in collaborazione con il quadriturista Anton Maria Haffner: l'Incoronazione della Vergine (Cupola), le Storie di S.Luca (Coro). Qui dipinge anche la statua lignea del Cristo Deposto di Filippo Parodi. 
Secondo il Ratti, Domenico Piola morì l'8 aprile 1703 morì mentre stava lavorando alla pala raffigurante San Luigi Gonzaga in adorazione dell’ostia per la chiesa dei Ss. Gerolamo e Francesco Saverio e fu sepolto nella tomba di famiglia entro la chiesa di S. Andrea. 

Collaborarono col Piola il cognato Stefano Camogli, i figli Paolo Gerolamo e Anton Maria, il genero Gregorio De Ferrari e i quadraturisti e stuccatori bolognesi Enrico e Antonio Haffner.

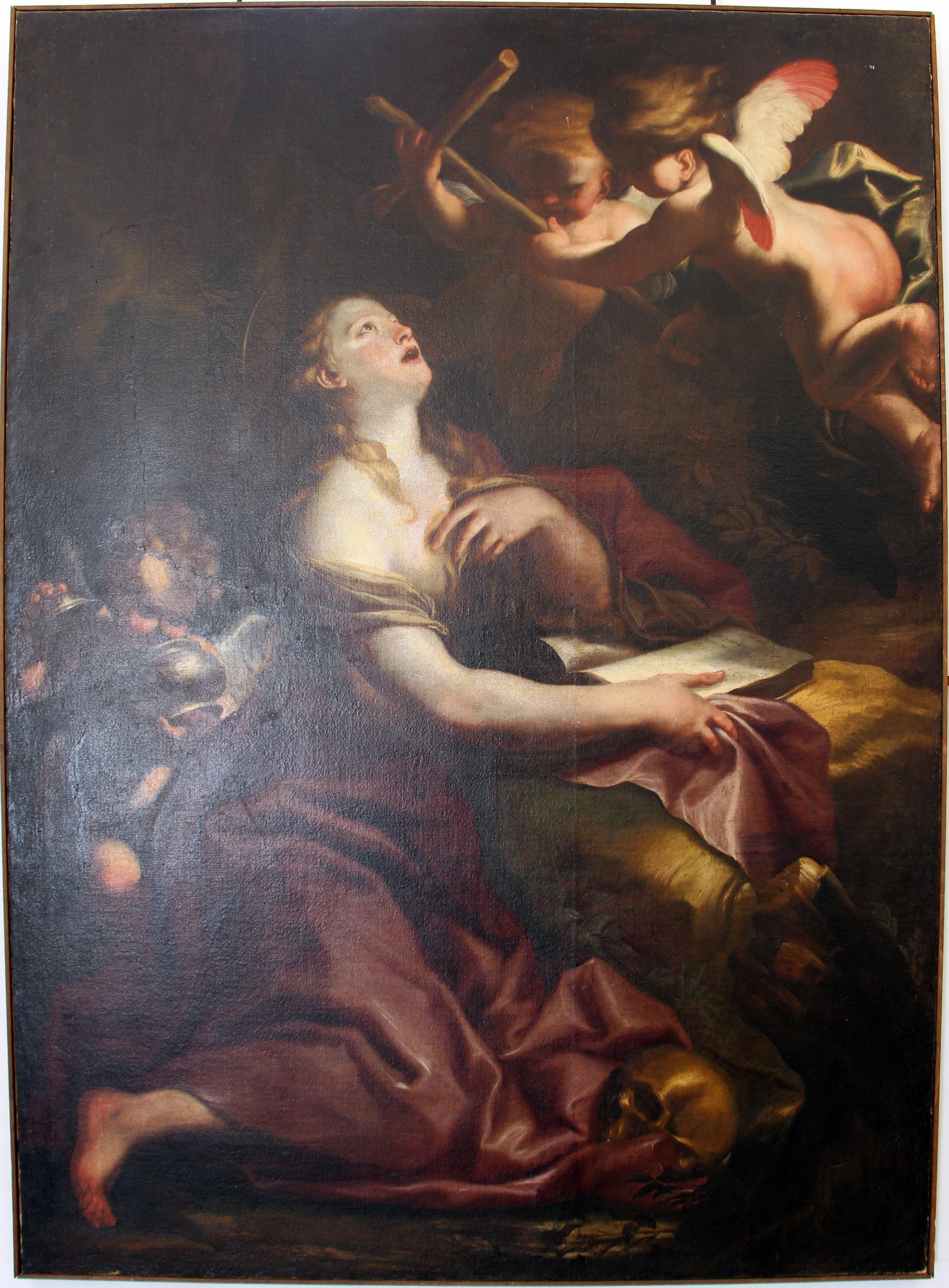
Santa Maria Maddalena, Galleria di Palazzo Bianco (Genova)
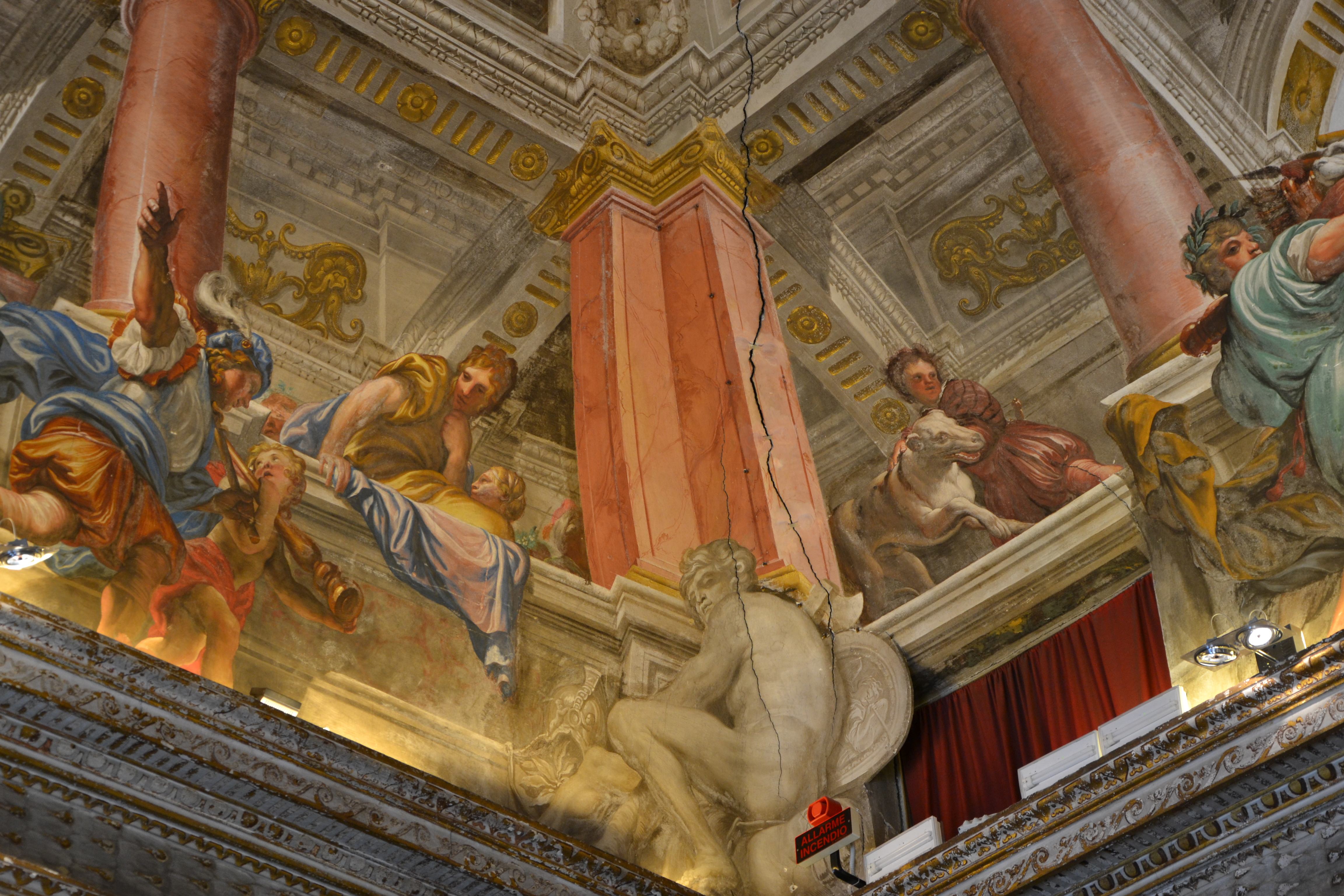
Palazzo Pantaleo Spinola (Genova), volta affrescata
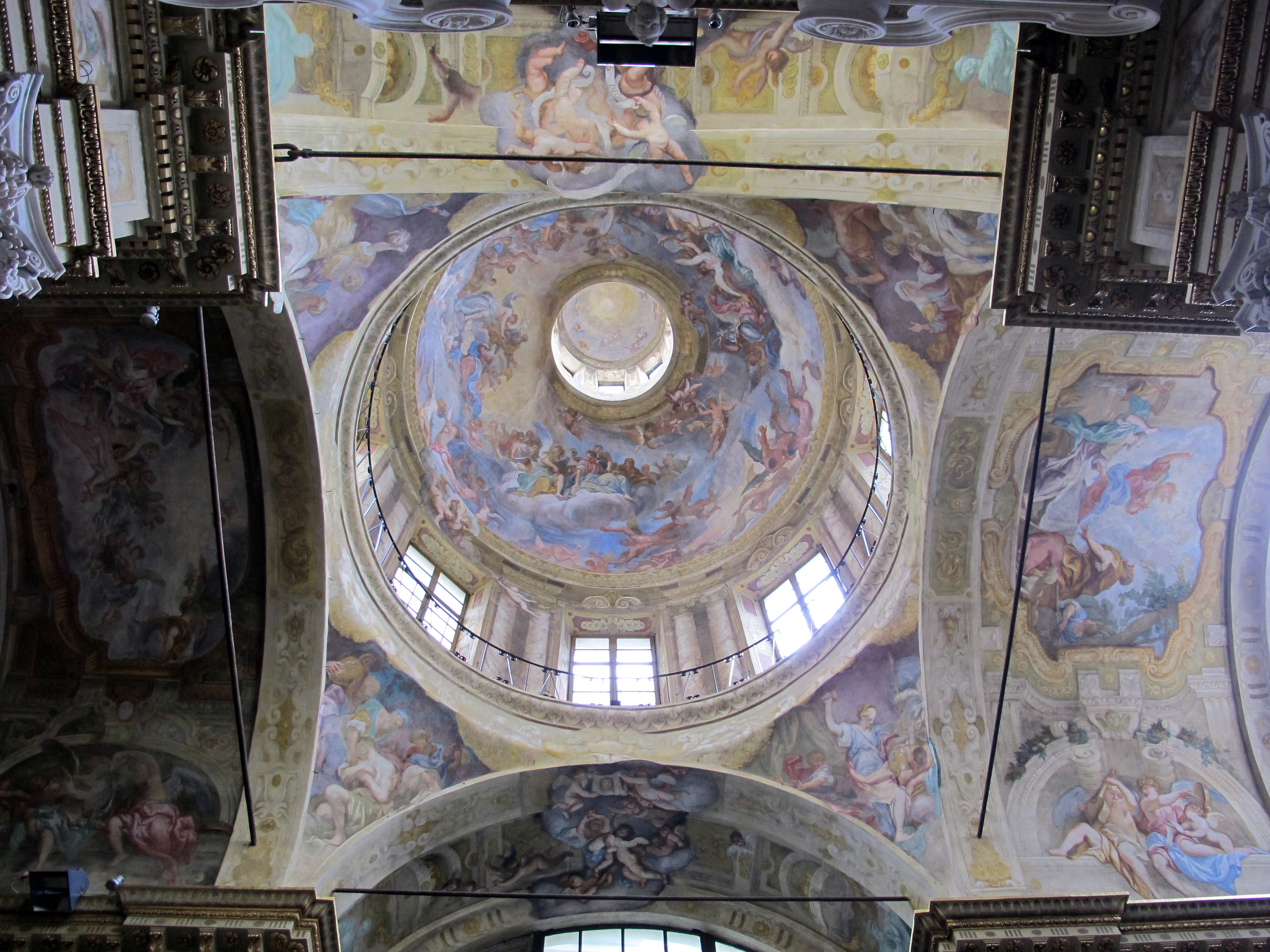
Volta della chiesa di San Luca (Genova)
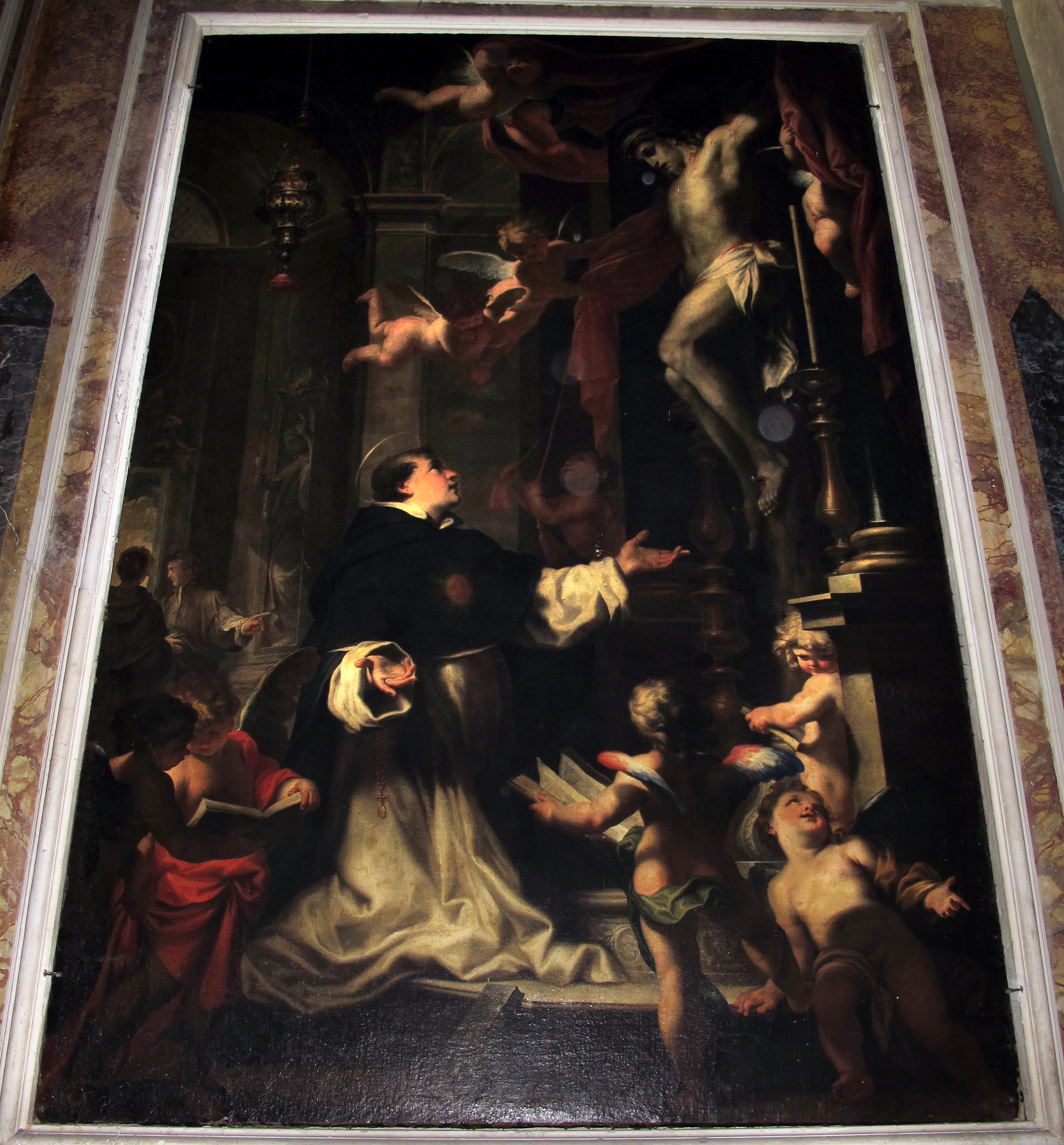
San domenico in venerazione del crocifisso, Santissima Annunziata del Vastato (Genova)
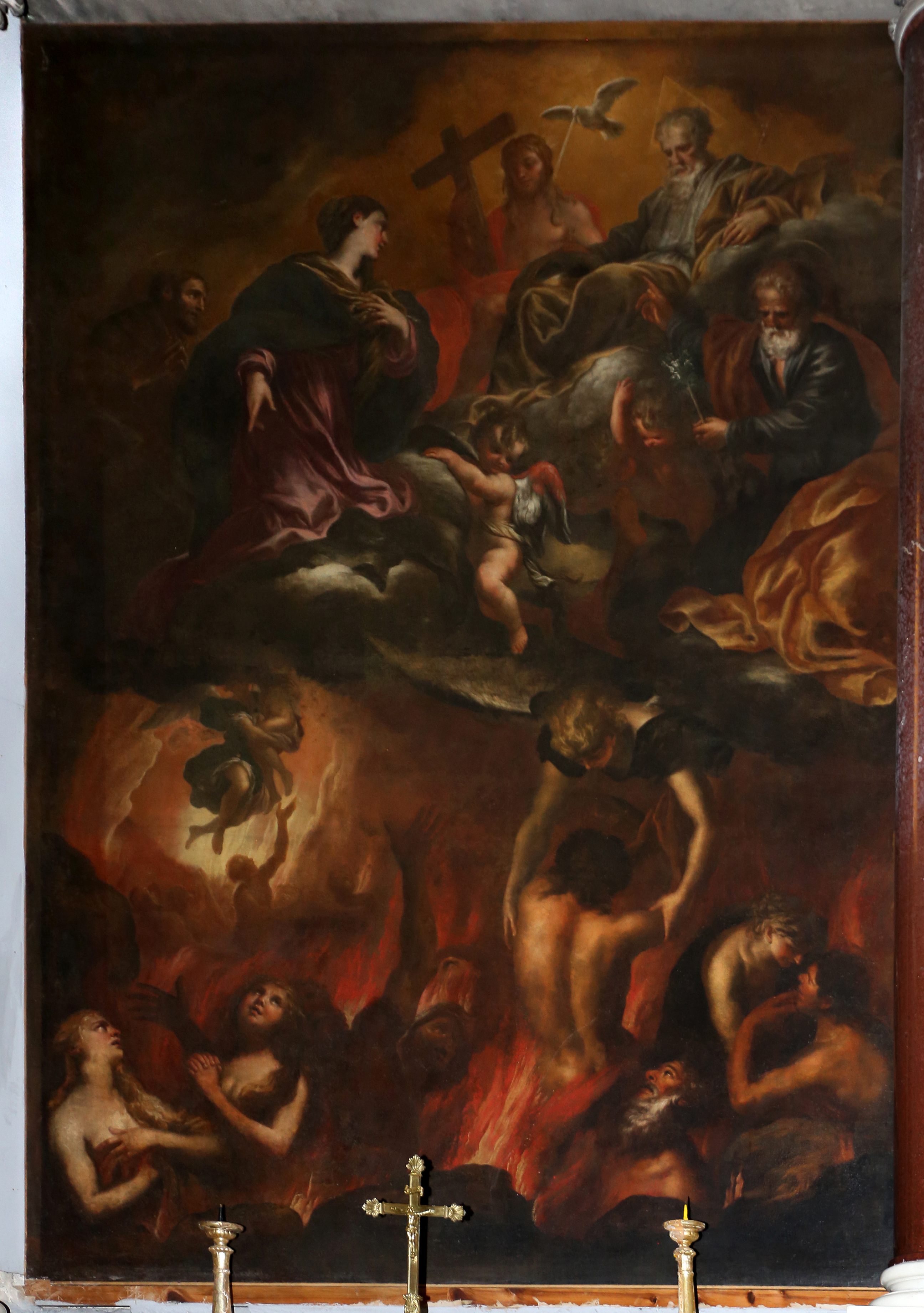
Maria intercede per le anime del purgatorio, Bastia (Corsica)
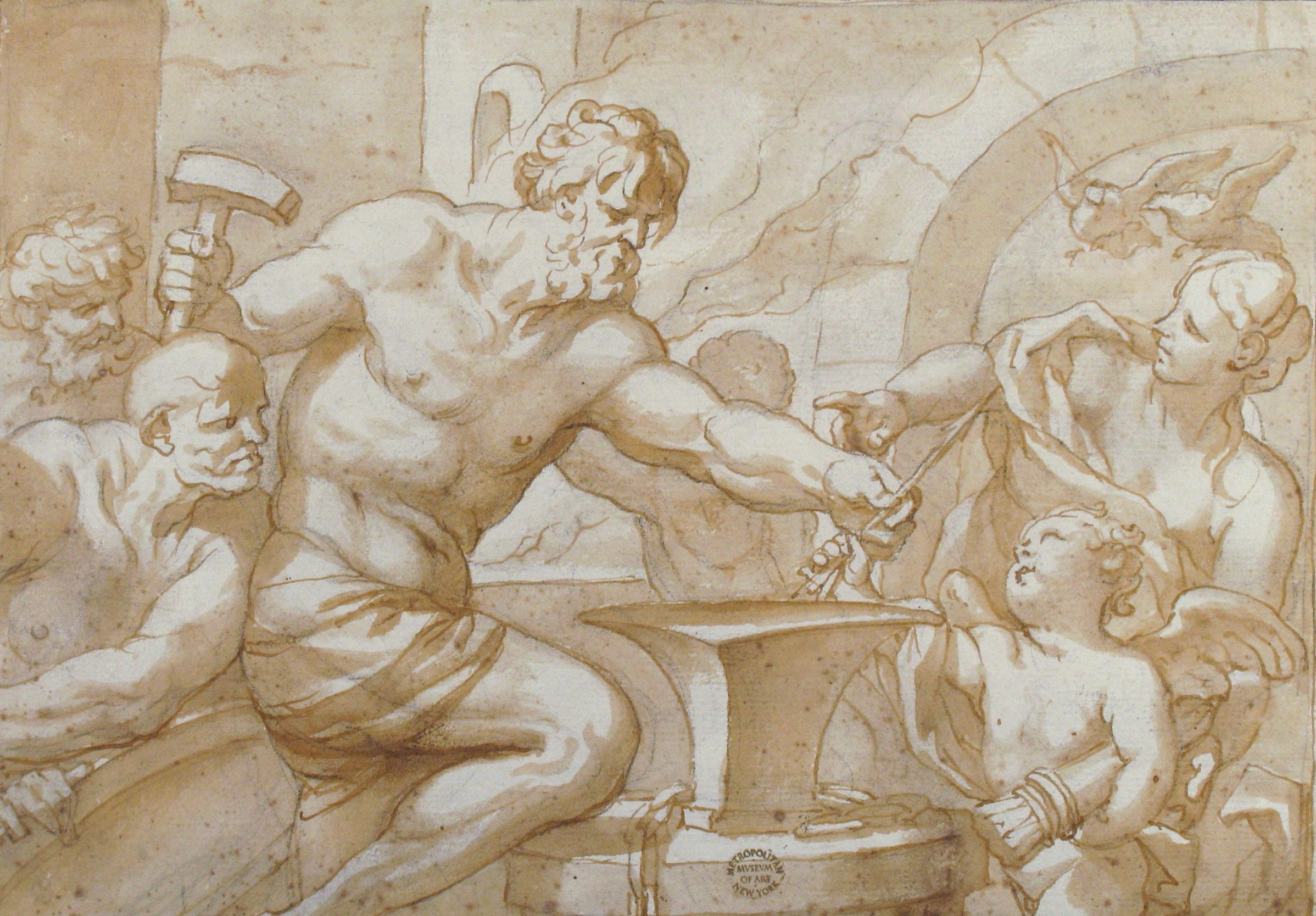
Venere e Cupido nella fucina di Vulcano, New York, Metropolitan Museum of Art
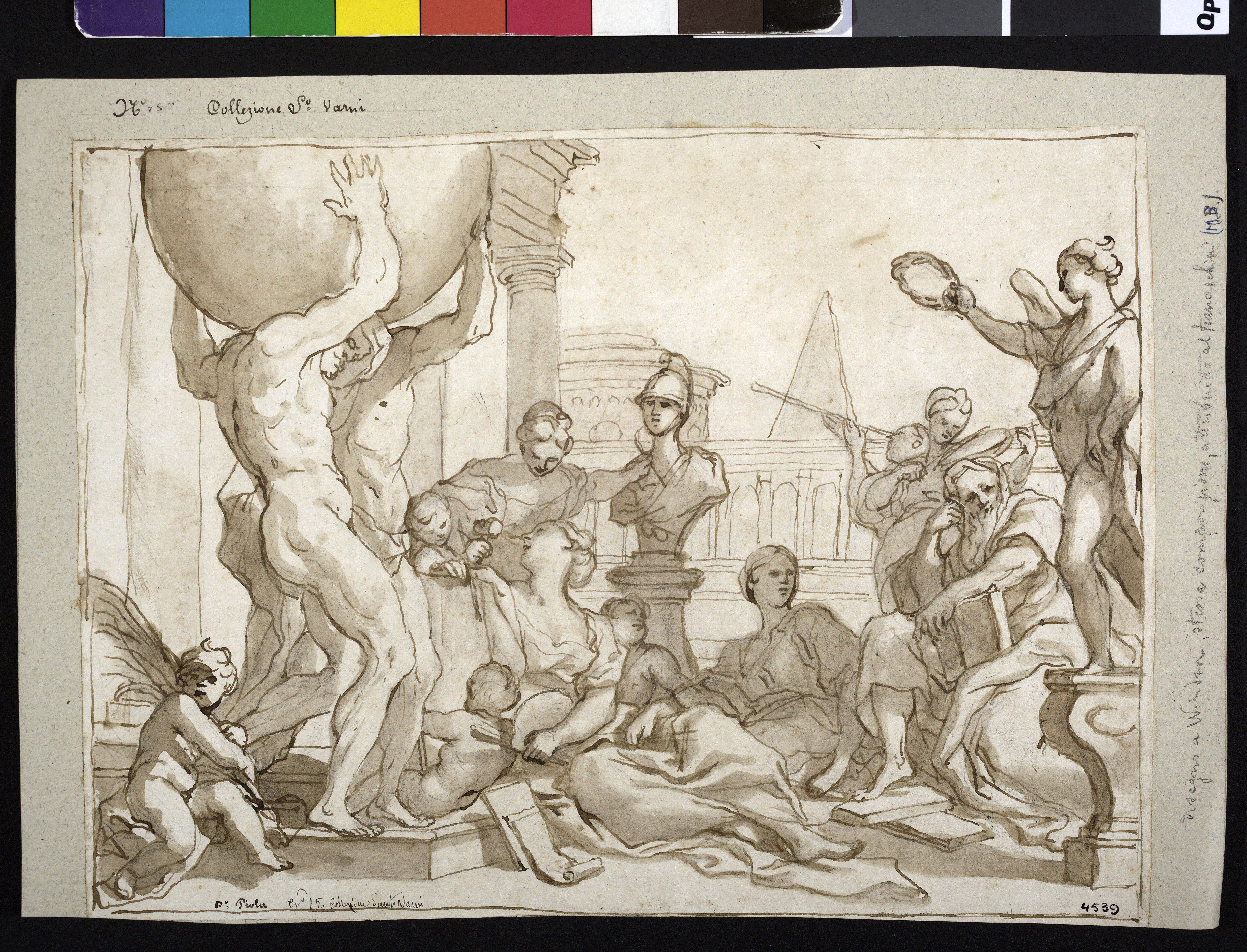
Bozzetto di Ateneo delle Belle Arti
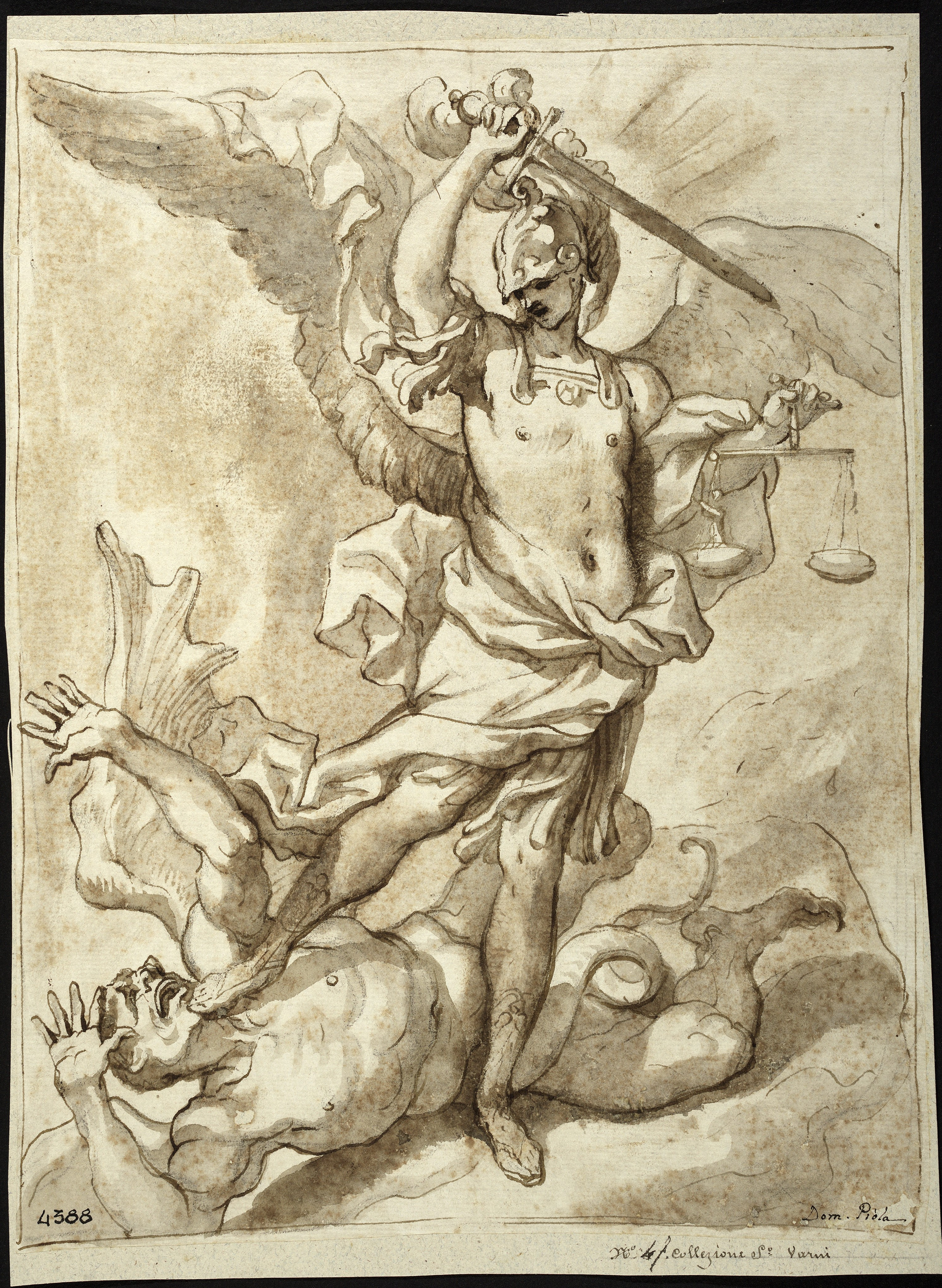
Domenico Piola, San Michele Arcangelo, Gabinetto Disegni e Stampe di Palazzo Rosso, Genova.

## Opere (parziale)
- Ultima cena, 1649, Pieve di Teco, Museo diocesano di Arte Sacra Valle Arroscia
- Giobbe dinanzi ai figli morti, Bilbao, Museo de bellas artes
- Madonna e san Simone Stock, 1657, della chiesa di Nostra Signora del Carmine
- Martirio di San Sebastiano tra San Rocco e San Michele Arcangelo, Campo Ligure, Oratorio dei Santi Sebastiano e Rocco (Campo Ligure)
- San Tommaso d'Aquino adorante il Crocifisso, olio su tela, 1660, Genova, Basilica della Santissima Annunziata del Vastato
- lunetta con il Riposo durante la fuga in Egitto, 1661, presbiterio della chiesa del Gesù, Genova
- Madonna e santi in adorazione della Trinità per la Chiesa dei Santi Pietro e Bernardo alla Foce, Genova
- Madonna col Bambino, san Domenico e santa Caterina da Siena, 1668, chiesa di San Pietro di Novella presso Rapallo
- Madonna col Bambino e santa Rosa da Lima, cappella Viviani nella chiesa genovese di Santa Maria di Castello
- Madonna col Bambino, sant’Antonio da Padova e san Francesco  e Adorazione dei pastori, Spotorno, Oratorio della Santissima Annunziata
- tre dipinti raffiguranti l'Allegoria per il matrimonio Doria-Pamphilj, 1671, Genova, villa del Principe
- Maddalena nel deserto, 1674, olio su tela, 300 x 198 cm, Laigueglia, oratorio di Santa Maria Maddalena
- Gesù Cristo portacroce appare a san Giovanni della Croce, Savona, Pinacoteca civica
- Gesù Cristo appare alla beata Caterina da Genova, 1675, chiesa dei Santi Nicolò ed Erasmo a Genova Voltri
- Assunzione della Vergine, 1676, olio su tela, 294 x 194 cm, Chiavari, Chiesa di San Giovanni Battista
- Annunciazione, 1679, olio su tela, 345 x 200 cm, Genova, Basilica della Santissima Annunziata del Vastato
- Madonna col Bambino e i santi Domenico e Francesco d’Assisi, chiesa di San Giovanni Battista, Bastia
- Maria intercede per le anime del purgatorio, chiesa di San Giovanni Battista, Bastia
- Immacolata Concezione, 1683, olio su tela, 345 x 221 cm, Genova, Basilica della Santissima Annunziata del Vastato
- Bacco ed Arianna, olio su tela, Collezione Zerbone, Genova
- San Diego risana gli infermi, Predica di San Diego, La salma di san Diego risana il figlio di Filippo II, olio su tela, 1696, cappella Assereto, Genova, Basilica della Santissima Annunziata del Vastato
- Gloria dello Spirito Santo, affresco, Genova, Basilica della Santissima Annunziata del Vastato
- Dio Padre, Spirito Santo e il Cristo di Pietà con la Vergine e le Anime del Purgatorio, olio su tela, Chiesa dei Santi Nicolò ed Erasmo di Voltri
- S. Antonio Abate contempla la morte di S. Paolo eremita olio su tela, Basilica San Nicolò di Bari Pietra Ligure (SV)
- Estasi di Santa Caterina Fieschi e Immacolata Concezione, Genova, Chiesa di San Francesco alla Chiappetta
- Autunno, affresco della volta di un salotto, 1688, Genova, Palazzo Rosso
- Inverno, affresco della volta di un salotto, Genova, Palazzo Rosso
- Vanità, olio su tela, 156 x 64 cm, Genova, Collezione privata
- Dedalo e Icaro, olio su tela,136 x 111 cm, Genova, Collezione privata
- Putti con aquila Doria e simboli della poesia e della pittura, olio su tela, 130 x 103 cm, Putti con aquila Doria e simboli della musica, olio su tela, 130 x 103 cm, Putti con aquila Doria ed armi, olio su tela, 114 x 110 cm, Genova, Palazzo del Principe
- Agar ed Ismaele nel deserto, disegno a penna e inchiostro bruno acquerellato con quadrettatura a carboncino, 26,35 x 17,46 cm, Minneapolis, Institute of Arts
- San Giorgio sconfigge il drago, olio su tela, Genova, Chiesa di San Giorgio di Bavari
- S. Vergine con S. Francesco di Sales e S. Biagio, olio su tela, Celle Ligure, Chiesa di San Michele Arcangelo
- Il rifiuto del donativo di Giuseppe al tempio, Montoggio, Chiesa di San Giovanni Decollato
- L'Ateneo delle Belle Arti, 1690, Genova, Palazzo Bianco
- Santa Maria Maddalena, Genova, Palazzo Bianco
- Miracolo del beato Salvatore da Horta, Genova, Palazzo Bianco
- Clemenza di Alessandro, Genova, Palazzo Bianco
- San Pietro guarisce lo storpio, 1696, Basilica di Santa Maria Assunta di Carignano
- L'incoronazione della Vergine, bozzetto per la cupola della chiesa di San Luca, Genova, Palazzo Bianco
- Annunciazione, Presentazione al Tempio, Natività, Voltri, Chiesa dei Santi Nicolò ed Erasmo
- Gesù in croce, Basilica di Santo Stefano (Lavagna)
- San Nicolò di Bari, Basilica di Santo Stefano (Lavagna)
- Alessandro e la famiglia di Dario, olio su tela, 289,5 x 396 cm, Collezione privata